# Madeleine Carole Kaboud Me Bam
Madeleine Carole Kaboud Me Bam (17 september 1978) is een Kameroense voormalige atlete, die gespecialiseerd was in het hordelopen en  de sprint. Zij nam voor Kameroen tweemaal deel aan de Olympische Spelen. Sinds 2009 is ze ook Belgische en werd ze eenmaal Belgisch kampioene.

## Loopbaan
Kaboud Me Bam behaalde op de 4 × 400 m estafette in 2002 met de Kameroense ploeg goud op Afrikaanse kampioenschappen. Op de 400 m horden behaalde ze een zilveren medaille. Het jaar nadien nam ze op de 4 × 400 m deel aan wereldkampioenschappen in Parijs. Ze werd zevende in de finale in een Kameroens record. In 2004 nam ze deel aan de Afrikaanse kampioenschappen. Ze behaalde zilver op de 100 m horden en brons op de 4 × 400 m. Op dat nummer nam ze dat jaar deel aan de Olympische Spelen in Athene. Het Kameroense team werd uitgeschakeld in de series.
In 2006 werd Keboud Me Bam op de Afrikaanse kampioenschappen tweede op de 100 m horden en derde op de 4 × 100 m estafette. In 2008 behaalde ze een bronzen medaille op de 100 m horden. Later dat jaar nam ze op de 400 m horden deel aan de Olympische Spelen in Peking. Ze werd uitgeschakeld in de series. Het jaar nadien nam ze op hetzelfde onderdeel deel aan de wereldkampioenschappen in Berlijn. Ook hier werd ze uitgeschakeld in de series. In 2010 behaalde ze op de 4 × 100 m met het Kameroense estafetteteam een bronzen medaille op de Afrikaanse Spelen.
Kaboud Me Bam verhuisde in 2004 naar België. Ze huwde in 2007 met een Belg en in 2009 verwierf ze de Belgische nationaliteit. Daardoor kon ze in 2011 Belgisch kampioene worden op de 400 m horden. In België was ze aangesloten bij Cercle Athlétique du Brabant-Wallon. Bij die club werd ze professioneel trainer. Ze werd ook de coach van de Belgische estafetteploeg op de 4 × 400 m.

## Kampioenschappen

### Internationale kampioenschappen
| Onderdeel | Titel              | Jaar |
| --------- | ------------------ | ---- |
| 4 x 400 m | Afrikaans kampioen | 2002 |

### Belgische kampioenschappen
| Onderdeel    | Jaar |
| ------------ | ---- |
| 400 m horden | 2011 |

## Persoonlijke records
| Onderdeel    | Prestatie    | Datum        | Plaats      |
| ------------ | ------------ | ------------ | ----------- |
| 200 m        | 24,05 s      | 15 juli 2001 | Ottawa      |
| 400 m        | 53,30 s      | 6 april 2004 | Bamako      |
| 100 m horden | 13,41 s (NR) | 2 juli 2008  | Straatsburg |
| 400 m horden | 56,03 s (NR) | 5 juli 2008  | Chambéry    |

## Palmares

### 100 m horden
- 2004:  Afrikaanse kamp. in Brazzaville – 14,07 s
- 2006:  Afrikaanse kamp. in Bambous – 13,82 s
- 2008:  Afrikaanse kamp. in Addis Ababa – 13,52 s
- 2010: 5e Afrikaanse kamp. in Nairobi – 14,16 s

### 400 m horden
- 2002:  Afrikaanse kamp. in Radès – 58,11 s
- 2004: 5e Afrikaanse kamp. in Brazzaville – 58,38 s
- 2006: 7e Afrikaanse kamp. in Bambous – 58,46 s
- 2008: 5e Afrikaanse kamp. in Addis Ababa – 57,47 s
- 2008: 6e series OS in Peking – 57,81 s
- 2009: 6e series WK in Berlijn – 58,10 s
- 2010: 8e Afrikaanse kamp. in Nairobi – 58,05 s
- 2011:  BK AC - 59,85 s

### 4 × 100 m
- 2006:  Afrikaanse kamp. in Bambous – 46,43 s
- 2010:  Afrikaanse kamp. in Bambous – 44,90 s

### 4 × 400 m
- 2002:  Afrikaanse kamp. in Radès – 3.35,33
- 2003: 7e WK in Parijs – 3.27,08 (NR)
- 2004:  Afrikaanse kamp. in Brazzaville – 3.30,77
- 2004: 7e series OS in Athene – 3.29,93